# Campeonato Europeo de Dardos
El Campeonato Europeo de Dardos es un torneo profesional de dardos organizado por la Corporación Profesional de Dardos desde 2008. Al contrario de lo que se podría pensar debido al nombre del torneo, en el mismo participan jugadores de todo el mundo, y no sólo europeos.

## Resultados
| Año  | Final                       | Final     | Final                      |
| Año  | Campeón                     | Resultado | Finalista                  |
| ---- | --------------------------- | --------- | -------------------------- |
| 2008 | Phil Taylor (104.35)        | 11-5      | Adrian Lewis (96.56)       |
| 2009 | Phil Taylor (109.35)        | 11-3      | Steve Beaton (97.16)       |
| 2010 | Phil Taylor (105.74)        | 11-1      | Wayne Jones (94.64)        |
| 2011 | Phil Taylor (109.29)        | 11-8      | Adrian Lewis (98.72)       |
| 2012 | Simon Whitlock (94.91)      | 11-5      | Wes Newton (89.47)         |
| 2013 | Adrian Lewis (103.34)       | 11-6      | Simon Whitlock (99.59)     |
| 2014 | Michael van Gerwen (98.16)  | 11-4      | Terry Jenkins (92.90)      |
| 2015 | Michael van Gerwen (107.28) | 11-10     | Gary Anderson (102.42)     |
| 2016 | Michael van Gerwen (111.62) | 11-1      | Mensur Suljović (85.91)    |
| 2017 | Michael van Gerwen (108.91) | 11-7      | Rob Cross (102.39)         |
| 2018 | James Wade (91.44)          | 11-8      | Simon Whitlock (88.81)     |
| 2019 | Rob Cross (93.12)           | 11-6      | Gerwyn Price (84.51)       |
| 2020 | Peter Wright (104.33)       | 11-4      | James Wade (95.28)         |
| 2021 | Rob Cross (92.91)           | 11-8      | Michael van Gerwen (93.66) |
| 2022 | Ross Smith (101.32)         | 11-8      | Michael Smith (100.47)     |
| 2023 | Peter Wright (97.39)        | 11-4      | James Wade (92.09)         |

### Más campeonatos
| Jugador            | Títulos | Subcampeonatos | Año de los títulos     |
| ------------------ | ------- | -------------- | ---------------------- |
| Michael van Gerwen | 4       | 1              | 2014, 2015, 2016, 2017 |
| Phil Taylor        | 4       | 0              | 2008, 2009, 2010, 2011 |
| Rob Cross          | 2       | 1              | 2019, 2021             |
| Peter Wright       | 2       | 0              | 2020, 2023             |
| Simon Whitlock     | 1       | 2              | 2012                   |
| Adrian Lewis       | 1       | 2              | 2013                   |
| James Wade         | 1       | 2              | 2018                   |
| Ross Smith         | 1       | 0              | 2022                   |